# Statele și regiunile Somaliei
Somalia este împărțită oficial în optsprezece regiuni administrative (gobollada, singular gobol) care, la rândul lor, sunt împărțite în districte. De facto, Somalia nordică este în prezent împărțită între statele autonome Puntland și Somaliland. În Somalia centrală există Galmudug, o altă entitate regională care s-a format chiar în sudul Puntland.